# Le Chant de l'exil
Pour plus de détails, voir Fiche technique et Distribution.
Le Chant de l'exil (客途秋恨, Kè tú qiū hèn) est un film hongkongais réalisé par Ann Hui, sorti en 1990.

## Synopsis
En 1973, Cheung Hueyin, 26 ans, étudie le journalisme à Londres. Après avoir obtenu son diplôme, elle apprend que, contrairement à ses colocataires occidentaux, la BBC lui a refusé la possibilité d'un entretien d'embauche. Recevant une lettre de sa mère, elle retourne à Hong Kong pour assister au mariage de sa jeune sœur. La relation entre Hueyin et sa mère Aiko, qui est d'origine japonaise, est tendue depuis l'enfance, en partie à cause de la nationalité d'Aiko et des problèmes culturels qu'elle a rencontrés en vivant à Hong Kong.
Dans de nombreux flashbacks, le film évoque les grands-parents paternels de Hueyin qui se chargeaient en grande partie de l'éducation des premiers enfants, en dépassant souvent les limites jusqu'au dysfonctionnement familial. Avant la fin de la Seconde Guerre mondiale et avant de devenir Mme Cheung et la mère de Hueyin, Aiko a vécu au "Mandchoukouo". Là, elle et d'autres Japonais furent confrontés à de sérieux dilemmes après la défaite du Japon et les incertitudes à venir en matière d'emprisonnement et de punition. Le plus intense de ces dilemmes est survenu avec la grave maladie du neveu d'Aiko. Sa maladie a finalement été guérie par M. Cheung après une rencontre fortuite et un appel désespéré à l'aide d'Aiko au bord de la route. M. Cheung était un traducteur militaire du Guangdong, en Chine, avec une formation en médecine traditionnelle chinoise. Aiko a développé un sentiment d'affection pour lui en voyant ses actions et son caractère. Le frère d'Aiko était d'accord, mentionnant que la gentillesse envers les enfants indique généralement un homme intègre. Après que M. Cheung ait escorté la famille d'Aiko jusqu'au site de rapatriement japonais, il a révélé à Aiko son fort désir de former un couple romantique.
En 1973, Hueyin accepte à contrecœur d'accompagner Aiko lors d'une visite dans sa ville natale à Beppu, au Japon. Hueyin se sent d'abord très mal à l'aise, ne pouvant parler parler la langue et n'ayant aucune compréhension de la culture japonaise. Finalement, cependant, elle se lie avec un oncle, apprend à accepter son héritage japonais et parvient enfin à s'entendre avec sa mère. Cette expérience encourage Hueyin à dépasser le rejet de la BBC et à devenir une journaliste de télévision à succès à Hong Kong. Quelque temps plus tard, Aiko encourage Hueyin à rendre visite à ses grands-parents paternels dans le Guangdong, où Hueyin découvre que l'un de ses plus jeunes parents souffre d'un handicap mental.
Le film se termine avec Hueyin priant devant un autel ancestral faiblement éclairé et étouffé par l'encens, contrastant avec le sanctuaire en plein air qu'elle a visité au Japon, et les rassemblements politiques en plein air dont elle rend compte maintenant.

## Fiche technique
- Titres français : Chant d'Exil[1],[2], Le Chant de l'exil[3],[4]
- Titre original : 客途秋恨, Kè tú qiū hèn
- Titre anglais : Song of the Exile
- Réalisation : Ann Hui
- Scénario : Wu Nien-jen
- Musique : Yang Chen
- Photographie : Zhiwen Zhong
- Montage : Yee-Shun Wong
- Pays d'origine : Hong Kong, Taïwan
- Format : Couleurs - 1,85:1 - Mono - 35 mm
- Genre : Drame, action
- Durée : 100 minutes
- Date de sortie : 
  -  Hong Kong : 27 avril 1990

## Distribution
- Maggie Cheung : Cheung Hueyin
- Tan Lang Jachi Tian
- Waise Lee : M. Cheung
- Li Zi-xiong
- Lu Hsiao-fen : Aiko
- Tien Feng : grand-père de Hueyin
- Xiao Xiany
- Yang Tinlan
- Quinzi Yinjian

## Scénario
Le titre original signifie Lamentation automnale d’un voyageur errant, et s'appuie sur une chanson populaire cantonaise.
Ann Hui s'appuie sur des éléments autobiographiques pour ce film.

## Accueil

### En France
Le film est tout d'abord sélectionné en section Un certain regard au Festival de Cannes en 1990. Inédit en salle et en vidéo en France ensuite, il est néanmoins projeté au Festival d'automne à Paris, au Festival des 3 continents en 1990, puis repris dans une rétrospective consacrée à Maggie Cheung en 2002 et sur la thématique de l’exil en 2017. Il est programmé en 2003 au Festival international de cinéma asiatique de Tours en 2003 puis au Festival international des cinémas d'Asie de Vesoul dans un cycle thématique "Regards de femmes".
Au niveau télévisuel, il est notamment diffusé en hertzien sur Arte en juin 1997.

## Récompenses

### Nominations
- Hong-Kong film Awards 1990[11]
  - Meilleur film
  - Meilleur réalisateur
  - Meilleur scénario
- Le film est pré-sélectionné pour représenter Taïwan pour l'Oscar du meilleur film international sans être nommé au final[12].